# Governatorato dell'Eritrea
Il governatorato dell'Eritrea fu un divisione amministrativa dell'Africa Orientale Italiana corrispondente per oltre metà del suo territorio all'attuale Repubblica Eritrea.
Il suo territorio, passato sotto il controllo del Regno Unito nel 1941, comprendeva la Colonia eritrea (corrispondente all'odierna Eritrea che aveva una superficie di 121320 km²) creata con l'estensione dei possedimenti italiani sul Mar Rosso nel 1890 e parte dei territori dell'Impero d'Etiopia conquistato dall'Italia nel 1936.

## Commissariati
Il territorio dell'Eritrea italiana era diviso in commissariati, a loro volta divisi in Residenze e Vice Residenze. Poiché le varie suddivisioni cambiavano nel tempo, diamo alcune situazioni legate al momento della pubblicazione della situazione stessa.

### 1929
Nel 1929 era divisa nei seguenti 7 commissariati:
- Acchelè Guzài (capoluogo Áddi Caièh, esistente dal 1904)
- Bárca, Gasc e Setìt (capoluogo Agordàt)
- Chéren (capoluogo Chéren, esistente dal 1904)
- Dancália meridionale (capoluogo Ássab, esistente dal 1904)
- Hamasièn (capoluogo Asmára, esistente dal 1904)
- Massáua (capoluogo Massáua, esistente dal 1904)
- Seraè (capoluogo Áddi Ugrì, esistente dal 1904)

### 1938
Nel 1938 era divisa nei seguenti commissariati:
- Acchelè Guzài (capoluogo Addì Caièh)
- Adigràt (capoluogo Adigràt)
- Hamasièn (capoluogo Asmára)
- Bassopiano Occidentale (capoluogo Agordàt)
- Bassopiano Orientale (capoluogo Massáua)
- Chéren (capoluogo Chéren)
- Dancália (capoluogo Ássab)
- Macallè (capoluogo Macallè)
- Paesi Galla (capoluogo Allomatà)
- Seraè (capoluogo Áddi Ugrì)
- Tembièn (capoluogo Abbì Addì)
- Tigrài Occidentale (capoluogo Ádua)